# Droga wojewódzka nr 445

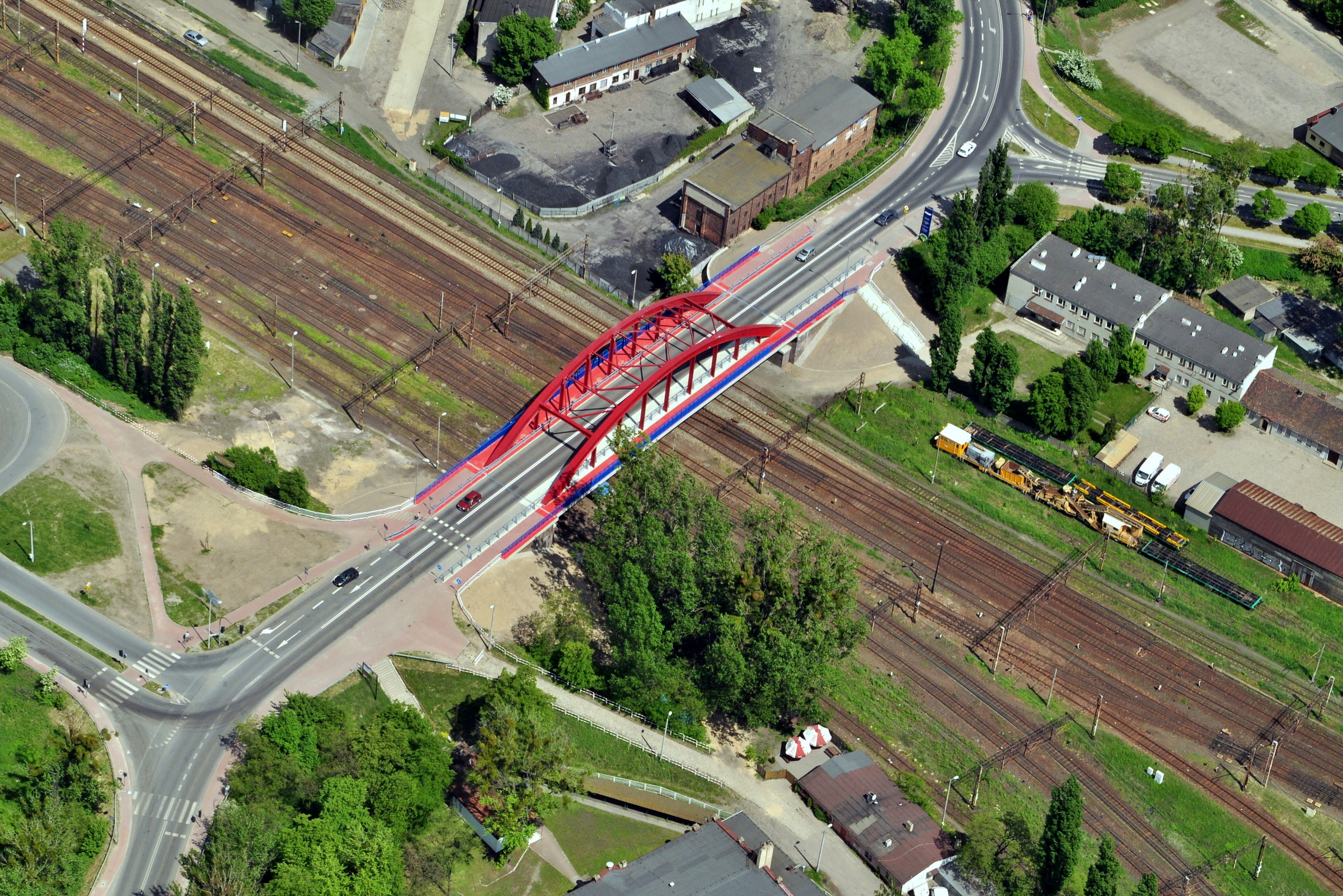
DW 445 - wiadukt odolanowski w Ostrowie Wlkp.

Droga wojewódzka nr 445 (DW445) – droga wojewódzka o długości ok. 13 km łącząca  Ostrów Wielkopolski z Odolanowem.

## Miejscowości leżące przy trasie DW445
- Ostrów Wielkopolski (DK11, DK25)
- Topola Mała
- Gorzyce Małe
- Tarchały Wielkie
- Odolanów (DW444)